# 川島叙清
川島 叙清（かわしま のぶきよ、生没年不詳）とは、江戸時代の京都の浮世絵師。

## 来歴
西川祐信の門人で「信清」とも称す。京都の人。作画期は正徳から享保の頃にかけてで、版本の挿絵を描いた。

## 作品
- 『商人軍配団』五巻　江島其磧作、正徳2年（1712年）刊行
- 『諸分床軍談』五巻　浮世草子、江島其磧作。正徳3年刊行
- 『新橋姫物語』五冊　浮世草子、正徳4年刊行
- 『それそれ草』三冊　観桂散人乙州編、正徳5年刊行
- 『遊色置時計』一冊　艶本、享保2年（1717年）刊行
- 『好色床秘密』（こうしょくとこひみつ）三冊　艶本